# Ruotger von Kerkow
Ruotger von Kerkow (auch Rüdiger, Rutger, Rudgar) war von 1241 bis 1251 Bischof von Brandenburg. Er gehörte dem Prämonstratenserorden an.

## Leben
Rutger stammte wahrscheinlich aus der Adelsfamilie von Kerkow. Sein Bruder wäre dann der Ritter Gerhard gewesen, der zweimal in Urkunden mit ihm genannt wurde.
Rutger war Dompropst von Brandenburg und wurde am 18. oder 19. Dezember 1241 fünf Tage nach dem Tod von Bischof Gernand zum neuen Bischof gewählt. Die Weihe  erhielt er vom Magdeburger Erzbischof Wilbrand.
Aus seiner Amtszeit sind kaum Handlungen von ihm überliefert, einige päpstliche Urkunden berichten von Bedrückungen der Kirche und nehmen das Bistum ausdrücklich in ihren Schutz. Rutger erschien mehrmals in Urkunden für das Kloster Lehnin als Zeuge.
Seine letzte urkundliche Erwähnung datiert auf den 25. Januar 1249. Er übertrug an diesem Tag dem Kloster das Recht zur Erhebung des Kirchenzehnten.
Rutger starb wahrscheinlich am 24. Dezember 1251.

## Siegel
Er führte ein spitzovales Siegel. Im Siegelfeld befand sich die Darstellung des stehenden Bischofs, der in der rechten Hand einen Kreuzstab und in der linken Hand den Krummstab hält. Die Umschrift lautet: † RVTCHERVS DEI GRA BRANDEBVRGNSIS EPC.

## Quelle
- Personendatenbank zur Germania Sacra, abgerufen am 29. Juni 2017.
- Germania-sacra, abgerufen am 29. Juni 2017.